# Cerro Capurata
Cerro Capurata är ett berg i Bolivia. Det ligger i den västra delen av landet, 400 km väster om huvudstaden Sucre. Toppen på Cerro Capurata är 5 990 meter över havet, eller 581 meter över den omgivande terrängen. Bredden vid basen är 3,4 km. Cerro Capurata ingår i Nevados de Quimsachata.
Terrängen runt Cerro Capurata är kuperad åt sydost, men åt nordväst är den bergig. Trakten runt Cerro Capurata är nära nog obefolkad, med mindre än två invånare per kvadratkilometer.. Det finns inga samhällen i närheten. 
Omgivningarna runt Cerro Capurata är i huvudsak ett öppet busklandskap.